# Pyonephrose
Die Pyonephrose ist eine Eiteransammlung im Nierenbecken mit oder ohne Parenchymverlust. Das Wort kommt von altgriechisch πύον pyon, deutsch ‚Eiter‘ und altgriechisch νεφρός nephros, deutsch ‚Niere‘. Meist handelt es sich um eine infizierte Hydronephrose, seltener um eine primäre Pyonephrose bei einschmelzender Pyelonephritis oder um eine tuberkulöse Pyonephrose.
Synonyme sind: Pyelonephrose; Eiterniere

## Verbreitung
Die Häufigkeit ist nicht bekannt, bei Patienten mit einer Pyelonephritis kommt es in 10 % zu einer Pyelonephrose.
Bei Erwachsenen ist eine Pyonephrose ungewöhnlich, bei Kindern selten und bei Neugeborenen extrem selten.

## Ursache
Ein Harnwegsinfekt kombiniert mit einer Obstruktion und Hydronephrose kann zu einer Pyonephrose führen eventuell auch zu einem Nierenabszess oder perirenaler Abszedierung bis hin zu einer Urosepsis. In 85 % ist die Ursache einer Urosepsis das Zusammentreffen von Infektion und Obstruktion.
Eine Ausnahme stellt eine Pyonephrose ohne vorbestehende Harnwegsobstruktion dar.
Bei Patienten mit Immunschwäche oder langanhaltender Antibiotika-Behandlung besteht ein erhöhtes Risiko für Pilzinfektionen, die durch Verlegung zum Aufstau und zur Pyonephrose führen können. Auch eine Xanthogranulomatöse Pyelonephritis kann bei bestehender Obstruktion in einer Pyonephrose enden, das Gleiche gilt für obstruierende Neoplasien wie Urothelkarzinome.

## Klinische Erscheinungen
Klinische Kriterien sind äußerst uneinheitlich und reichen von der subklinisch verlaufenden pyonephrotischen Schrumpfniere bis zum septischen Verlauf mit Bakteriämie.
Mögliche Komplikationen sind: Sepsis, Xanthogranulomatöse Pyelonephritis, Nierenabszess, perinephritischer Abszess, Fistel in die Pleura, das Kolon oder Duodenum.

## Diagnostik
Der Urinbefund kann normal sein oder es liegt eine Leukozyturie bis Pyurie vor. Bei etwa 30 % der Pyonephrosen lassen sich weder Bakteriurie, Fieber, Schmerzen  noch Leukozytose nachweisen.
In der Urografie findet sich meist eine funktionslose Niere mit fehlender Ausscheidung des Kontrastmittels auf der erkrankten Seite. In der Sonografie ist eine Aufweitung des Nierenbeckenkelchsystemes zu erkennen mit echogenem Material im Hohlsystem, geschichtet oder sedimentiert auch mit Flüssigkeitsspiegel, seltener auch kleine Gasbläschen. Die Computertomografie und die Magnetresonanztomographie zeigen neben der Obstruktion eine Wandverdickung des Nierenbeckens, erhöhte HU-Werte im Sammelsystem (weniger zuverlässig), Gasbildungen, nach Gaben von Kontrastmittel Schichtungen über dem eitrigen Material.

## Therapie
Zur Behandlung stehen Breitband-Antibiotika zur Verfügung, eine Ableitung kann durch retrograde Stenteinlage oder Perkutane Nephrostomie erfolgen. Bei einer Nephrostomie können direkt Medikamente infundiert werden. Eine Nephrektomie kann mittlerweile in vielen Fällen vermieden werden, ist aber indiziert, sofern die Ursache nicht eindeutig geklärt ist.

## Geschichte
Bereits im Jahre 1900 wurde über eine Operation einer Pyonephrose berichtet.
Antonin Gosset promovierte im Jahre 1900 über das Thema Pyonephrose.